# ماوريسيو مولينا
ماوريسيو مولينا مواليد 30 أبريل 1980 في ميديلين، هو لاعب كرة قدم كولومبي يلعب مع إنديبنديينتي ميجيين كلاعب وسط. مثّل منتخب كولومبيا لكرة القدم.

## روابط خارجية
- ماوريسيو مولينا على موقع الاتحاد الدولي (مؤرشف)  (الإنجليزية)
- ماوريسيو مولينا على موقع دوري كوريا الجنوبية (الإنجليزية)
- ماوريسيو مولينا على موقع قاعدة بيانات كرة القدم.إي يو (الإنجليزية)
- ماوريسيو مولينا على موقع ناشيونال فوتبول تيمز (الإنجليزية)
- ماوريسيو مولينا على موقع Soccerway.com (الإنجليزية)
- ماوريسيو مولينا على موقع عالم كرة القدم.نت (الإنجليزية)
- ماوريسيو مولينا على موقع AS.com (الإسبانية)